# الهادي عبد السلام الشريف
الهادي عبد السلام الشريف (1935 - 2018)، هو مسيقار ليبي، أول موسيقار ليبي يؤلف سيمفونية، وأول عربي ينجز سيمفونية عالمية عزفتها عديد الفرق الدولية. كرمته ملكة بريطانيا، وأوضح أبن الموسيقار عبد السّلام الشّريف أن «تكريم ملكة بريطانيا كان عبارة عَن وسام الملكة اليزابيث يحمل أسم الشرطي العالمي»، ومنحته الملكة أيْضًا لقب «سير».
ولد الهادي الشريف العام 1935 بمدينة طرابلس، وعاش بها طفولته، درس المرحلة الابتدائية في باب تاجوراء بسوق الجمعة، ثم انتقل لمدرسة الظهرة، وتخرج من كلية الشرطة وانضم لقسم الموسيقى عازفا ثم مدربا وآمراً حتى تقاعده من الخدمة. نال درجة الماجستير من الكلية الملكية البريطانية للموسيقى وسجل حضوره في تاريخ ليبيا الموسيقي من خلال ريادته لفن تأليف وتوزيع مجموعة من السيمفونيات الليبية أطلق عليها «أنغام من الصحراء». في العام 1980 سجل الشريف المقطوعة الأولى من العمل السيمفوني الذي ألفه الأستاذ الموسيقار الليبي الهادي عبد السلام الشريف و سماه (أنغام من الصحراء) والعمل يحتوي على 11 مقطوعة هذه أولها (واسمها الخيول العربية) وقام بالعزف في تسجيلها هذا أوركسترا لندن السيمفونية بقيادة السير (فيفيان دون) رئيس الموسيقى البحرية الملكية البريطانية . عُزفت مقطوعاته كاملةً بقيادة المايسترو نفسه بقاعة ألبرت هول الشهيرة بلندن ".

## وفاته
توفي يوم الإثنين 5 نوفمبر 2018 بعد صراع مع المرض عن عمر يناهز 83 عامًا. ودفن بمقبرة القصيبات سوق الجمعة بالعاصمة طرابلس.

## وصلات خارجية
- (فيديو): سماع سمفونية